# Hypogrammodes glaucoides
Hypogrammodes glaucoides är en fjärilsart som beskrevs av William Schaus 1906. Hypogrammodes glaucoides ingår i släktet Hypogrammodes och familjen nattflyn. Inga underarter finns listade i Catalogue of Life.